# Gabinete Schoof
El Gabinete Schoof es el gabinete de los Países Bajos. El gabinete está formado por el populista de derecha Partido por la Libertad (PVV), el conservador Partido Popular por la Libertad y la Democracia (VVD), el democristiano Nuevo Contrato Social (NSC) y el Movimiento Campesino-Ciudadano (BBB) después las elecciones de 2023.

## Creación
Bajo la dirección de los informadores Elbert Dijkgraaf y Richard van Zwol, los cuatro partidos alcanzaron las líneas generales de un acuerdo de coalición, titulado "Esperanza, Coraje y Orgullo", el 16 de mayo de 2024. Acordaron formar un gabinete extraparlamentario, que se define como un gabinete con mayor distancia respecto a los grupos parlamentarios de la Cámara de Representantes. Van Zwol fue nombrado formador el 22 de mayo. El 11 de junio, los cuatro partidos llegaron a un acuerdo sobre los nombres de los candidatos y la distribución de los puestos ministeriales. El gabinete está compuesto por 29 miembros, el mismo número que su predecesor, de los cuales 16 son ministros. Se crearon tres nuevos ministerios: el Ministerio de Asilo y Migración, el Ministerio de Clima y Crecimiento Verde y el Ministerio de Vivienda y Ordenación del Territorio; e incluye un ministro sin cartera, el ministro de Comercio Exterior y Cooperación al Desarrollo.
Tras la formación, el gabinete tuvo la tarea de ampliar el esquema del acuerdo de coalición hasta convertirlo en un acuerdo de gobierno. Los votos de los partidos de la coalición no estaban vinculados en cuestiones no cubiertas por el acuerdo, como las pensiones, siempre que no afectaran al presupuesto.

## Colapso del gobierno
El colapso del gobierno neerlandés en junio de 2025 fue provocado por la ruptura de la coalición liderada por el primer ministro Dick Schoof, tras la retirada del Partido por la Libertad, encabezado por Geert Wilders. La crisis tuvo su origen en profundas diferencias dentro de la coalición sobre la política migratoria.

#### Contexto
En las elecciones generales de noviembre de 2023, el Partido por la Libertad (PVV), de orientación populista de derecha, se convirtió en la primera fuerza política del país con 37 escaños en la Cámara de Representantes. A pesar de este resultado, la posibilidad de que su líder, Geert Wilders, asumiera el cargo de primer ministro fue rechazada por varios partidos, que cuestionaban su postura sobre temas como el islam, la migración y los derechos fundamentales.
Tras largas negociaciones, en julio de 2024 se formó una coalición entre el PVV, el Partido Popular por la Libertad y la Democracia, Nuevo Contrato Social y el Movimiento Campesino-Ciudadano. Como parte del acuerdo, Geert Wilders renunció a postularse como primer ministro, y se designó a Dick Schoof como jefe de gobierno.

#### Disputas sobre política migratoria
En la primavera de 2025, el PVV presentó una serie de propuestas para reformar drásticamente la política migratoria. Estas incluían:
- La suspensión de la reagrupación familiar para refugiados.
- El cierre de centros de asilo.
- El uso del ejército para impedir la entrada de migrantes.
- La retirada del sistema europeo de cuotas obligatorias de asilo.
- La repatriación forzada de ciertos grupos de solicitantes de asilo, incluidos refugiados sirios.

Estas medidas fueron rechazadas por los socios de coalición, quienes argumentaron que varias de ellas eran incompatibles con la legislación internacional, en particular con la Convención de Ginebra sobre refugiados y las normativas de la Unión Europea. El VVD y el NSC insistieron en mantener un enfoque basado en el Estado de derecho y en los compromisos internacionales asumidos por los Países Bajos.
Ante la negativa de sus socios a respaldar su plan de reforma, el PVV anunció su retirada del gobierno el 3 de junio de 2025, provocando la caída de la coalición y la dimisión del primer ministro Dick Schoof.

## Apoyo parlamentario

### Confianza de la cámara
| Cámara                   | Candidato                 | Fecha                                        | Voto | PVV |    |    |    |   |   |   |   |   |   |   |   |   |   |   | Total  |
| ------------------------ | ------------------------- | -------------------------------------------- | ---- | --- | -- | -- | -- | - | - | - | - | - | - | - | - | - | - | - | ------ |
| Cámara de Representantes | Dick Schoof Independiente | 2 de julio de 2024 Mayoría absoluta (76/150) | Sí   | 37  |    | 24 | 20 |   | 7 |   |   |   |   |   |   |   |   |   | 88/150 |
| Cámara de Representantes | Dick Schoof Independiente | 2 de julio de 2024 Mayoría absoluta (76/150) | No   |     | 25 |    |    | 9 |   | 5 | 5 | 3 | 3 |   |   | 3 | 2 |   | 55/150 |
| Cámara de Representantes | Dick Schoof Independiente | 2 de julio de 2024 Mayoría absoluta (76/150) | Abs. |     |    |    |    |   |   |   |   |   |   | 3 | 3 |   |   | 1 | 7/150  |

### Convocatoria electoral y dimisión del primer ministro
| Cámara                   | Medida                                                                                                   | Fecha                                        | Voto | PVV |    |    |    |   |   |   |   |   |   |   |   |   |   |   | Total   |
| ------------------------ | --- | -------------------------------------------- | ---- | --- | -- | -- | -- | - | - | - | - | - | - | - | - | - | - | - | ------- |
| Cámara de Representantes | Debate sobre la dimisión del primer ministro y su gabinete, y la consiguiente convocatoria de elecciones | 4 de junio de 2025 Mayoría absoluta (76/150) | Sí   | 37  | 25 | 24 |    | 9 |   | 5 | 5 | 3 | 3 |   | 3 | 3 | 2 | 1 | 120/150 |
| Cámara de Representantes | Debate sobre la dimisión del primer ministro y su gabinete, y la consiguiente convocatoria de elecciones | 4 de junio de 2025 Mayoría absoluta (76/150) | No   |     |    |    |    |   |   |   |   |   |   |   |   |   |   |   | 0/150   |
| Cámara de Representantes | Debate sobre la dimisión del primer ministro y su gabinete, y la consiguiente convocatoria de elecciones | 4 de junio de 2025 Mayoría absoluta (76/150) | Abs. |     |    |    | 20 |   | 7 |   |   |   |   | 3 |   |   |   |   | 30/150  |

## Gabinete Ministerial
Partido por la Libertad
     Partido Popular por la Libertad y la Democracia
     Nuevo Contrato Social
     Movimiento Campesino-Ciudadano
     Independientes

### Primer Ministro de los Países Bajos
| Fotografía | Primer Ministro | Período            | Período     | Partido | Partido | Ref    |
| Fotografía | Primer Ministro | Inicio             | Fin         | Partido | Partido | Ref    |
| ---------- | --------------- | ------------------ | ----------- | ------- | ------- | ------ |
|            | Dick Schoof     | 2 de julio de 2024 | En el cargo |         | Ind     | [ 13 ] |

### Vice primeros ministros de los Países Bajos
| Fotografía | Vice primeros ministros | Período            | Período            | Partido | Partido | Ref    |
| Fotografía | Vice primeros ministros | Inicio             | Fin                | Partido | Partido | Ref    |
| ---------- | ----------------------- | ------------------ | ------------------ | ------- | ------- | ------ |
|            | Fleur Agema             | 2 de julio de 2024 | 3 de junio de 2025 |         |         | [ 14 ] |
|            | Sophie Hermans          | 2 de julio de 2024 | En el cargo        |         |         | [ 15 ] |
|            | Eddy van Hijum          | 2 de julio de 2024 | En el cargo        |         |         | [ 16 ] |
|            | Mona Keijzer            | 2 de julio de 2024 | En el cargo        |         |         | [ 17 ] |

### Ministerios
| Ministerio | Fotografía | Titular           | Período             | Período             | Partido | Partido | Ref    |
| Ministerio | Fotografía | Titular           | Inicio              | Fin                 | Partido | Partido | Ref    |
| --- | --- | ----------------- | ------------------- | ------------------- | ------- | ------- | ------ |
| Agricultura, Pesca, Seguridad Alimentaria y Naturaleza                                                          | | Femke Wiersma     | 2 de julio de 2024  | En el cargo         |         |         | [ 18 ] |
| Asilo y Migración                                                                                               | | Marjolein Faber   | 2 de julio de 2024  | 3 de junio de 2025  |         |         | [ 19 ] |
| Asilo y Migración                                                                                               | | David van Weel    | 3 de junio de 2025  | En el cargo         |         |         | [ 20 ] |
| Asilo y Migración                                                                                               | La cartera se disuelve y sus competencias se dividen entre el ministerio de Justicia, Vivienda y Asuntos Sociales. |                   |                     |                     |         |         |        |
| Asuntos Generales                                                                                               | | Dick Schoof       | 2 de julio de 2024  | En el cargo         |         | Ind     | [ 21 ] |
| Asuntos Económicos                                                                                              | | Dirk Beljaarts    | 2 de julio de 2024  | 3 de junio de 2025  |         |         | [ 22 ] |
| Asuntos Económicos                                                                                              | | Eelco Heinen      | 3 de junio de 2025  | En el cargo         |         |         | [ 20 ] |
| Asuntos Económicos                                                                                              | | Vincent Karremans | 19 de junio de 2025 | En el cargo         |         |         | [ 23 ] |
| Asuntos Sociales y Trabajo (2024-2025) Asuntos Sociales, Migración y Trabajo (2025-)                            | | Eddy van Hijum    | 2 de julio de 2024  | En el cargo         |         |         | [ 24 ] |
| Comercio Exterior y Ayuda al Desarrollo                                                                         | | Reinette Klever   | 2 de julio de 2024  | 3 de junio de 2025  |         |         | [ 25 ] |
| Comercio Exterior y Ayuda al Desarrollo                                                                         | | Caspar Veldkamp   | 3 de junio de 2025  | 19 de junio de 2025 |         |         | [ 26 ] |
| Comercio Exterior y Ayuda al Desarrollo                                                                         | | Hanneke Boerma    | 19 de junio de 2025 | En el cargo         |         |         | [ 23 ] |
| Clima y Desarrollo Verde                                                                                        | | Sophie Hermans    | 2 de julio de 2024  | En el cargo         |         |         | [ 27 ] |
| Defensa | | Ruben Brekelmans  | 2 de julio de 2024  | En el cargo         |         |         | [ 28 ] |
| Educación, Cultura y Ciencia                                                                                    | | Eppo Bruins       | 2 de julio de 2024  | En el cargo         |         |         | [ 29 ] |
| Finanzas | | Eelco Heinen      | 2 de julio de 2024  | En el cargo         |         |         | [ 30 ] |
| Infraestructura y Gestión del Agua                                                                              | | Barry Madlener    | 2 de julio de 2024  | 3 de junio de 2025  |         |         | [ 31 ] |
| Infraestructura y Gestión del Agua                                                                              | | Sophie Hermans    | 3 de junio de 2025  | En el cargo         |         |         | [ 20 ] |
| Infraestructura y Gestión del Agua                                                                              | | Robert Tieman     | 19 de junio de 2025 | En el cargo         |         |         | [ 23 ] |
| Interior y Relaciones del Reino                                                                                 | | Judith Uitermark  | 2 de julio de 2024  | En el cargo         |         |         | [ 32 ] |
| Justicia y Seguridad (2024-2025) Justicia, Seguridad y Asilo (2025-)                                            | | David van Weel    | 2 de julio de 2024  | En el cargo         |         |         | [ 33 ] |
| Relaciones Exteriores                                                                                           | | Caspar Veldkamp   | 2 de julio de 2024  | En el cargo         |         |         | [ 34 ] |
| Salud, Bienestar y Deporte                                                                                      | | Fleur Agema       | 2 de julio de 2024  | 3 de junio de 2025  |         |         | [ 35 ] |
| Salud, Bienestar y Deporte                                                                                      | | Eddy van Hijum    | 3 de junio de 2025  | 19 de junio de 2025 |         |         | [ 20 ] |
| Salud, Bienestar y Deporte                                                                                      | | Daniëlle Jansen   | 19 de junio de 2025 | En el cargo         |         |         | [ 23 ] |
| Vivienda y Ordenación del Territorio (2024-2025) Vivienda, Gestión de Asilo y Ordenación del Territorio (2025-) | | Mona Keijzerr     | 2 de julio de 2024  | En el cargo         |         |         | [ 36 ] |

### Secretarias de Estado
| Secretarias | Fotografía | Titular                  | Período                 | Período                 | Partido | Partido | Ref           |
| Secretarias | Fotografía | Titular                  | Inicio                  | Fin                     | Partido | Partido | Ref           |
| --- | --- | ------------------------ | ----------------------- | ----------------------- | ------- | ------- | ------------- |
| Asistencia Social y de Largo Plazo                                                                             | | Vicky Maeijer            | 2 de julio de 2024      | 3 de junio de 2025      |         |         | [ 37 ]        |
| Asistencia Social y de Largo Plazo                                                                             | | Nicki Pouw-Verweij       | 19 de junio de 2025     | En el cargo             |         |         | [ 38 ]        |
| Gestión Tributaria (2024-2024) Asuntos Fiscales, Administración Tributaria y Aduanas (2024-)                   | | Folkert Idsinga          | 2 de julio de 2024      | 15 de noviembre de 2024 |         |         | [ 39 ]        |
| Gestión Tributaria (2024-2024) Asuntos Fiscales, Administración Tributaria y Aduanas (2024-)                   | | Tjebbe van Oostenbruggen | 15 de noviembre de 2024 | En el cargo             |         |         |               |
| Defensa | | Gijs Tuinman             | 2 de julio de 2024      | En el cargo             |         |         | [ 40 ]        |
| Educación Primaria, Secundaria y Emancipación                                                                  | | Mariëlle Paul            | 2 de julio de 2024      | En el cargo             |         |         | [ 41 ]        |
| Justicia y Seguridad                                                                                           | | Ingrid Coenradie         | 2 de julio de 2024      | 3 de junio de 2025      |         |         | [ 42 ]        |
| Justicia y Seguridad                                                                                           | La secretaria de estado se suprime y sus funciones pasan a las Secretarias de Protección Jurídica, y Participación e Integración. |                          |                         |                         |         |         |               |
| Juventud, Prevención y Deporte                                                                                 | | Vincent Karremans        | 2 de julio de 2024      | 19 de junio de 2025     |         |         | [ 37 ]        |
| Juventud, Prevención y Deporte                                                                                 | | Judith Tielen            | 19 de junio de 2025     | En el cargo             |         |         | [ 38 ]        |
| Participación e Integración (2024-2025) Participación, Seguridad e Integración (2025-)                         | | Jurgen Nobel             | 2 de julio de 2024      | En el cargo             |         |         | [ 37 ]        |
| Pesca, Seguridad Alimentaria y Naturaleza                                                                      | | Jean Rummenie            | 2 de julio de 2024      | En el cargo             |         |         | [ 43 ]        |
| Prestaciones y Aduanas (2024-2024) Beneficios y Reparación (2024-)                                             | | Nora Achahbar            | 2 de julio de 2024      | 15 de noviembre de 2024 |         |         | [ 44 ] [ 45 ] |
| Prestaciones y Aduanas (2024-2024) Beneficios y Reparación (2024-)                                             | | Sandra Palmen            | 12 de diciembre de 2024 | En el cargo             |         |         |               |
| Protección Jurídica (2024-2025) Protección Jurídica y Justicia (2025-)                                         | | Teun Struycken           | 2 de julio de 2024      | En el cargo             |         |         | [ 46 ]        |
| Recuperación de Groningen (2024-2025) Recuperación de Groningen, Relaciones del Reino y Digitalización (2025-) | | Eddie van Marum          | 2 de julio de 2024      | En el cargo             |         |         | [ 47 ]        |
| Relaciones del Reino y Digitalización                                                                          | | Zsolt Szabó              | 2 de julio de 2024      | 3 de junio de 2025      |         |         | [ 48 ]        |
| Relaciones del Reino y Digitalización                                                                          | La secretaria de estado se suprime y sus funciones pasan a la Secretaria de Recuperación de Groningen                             |                          |                         |                         |         |         |               |
| Transporte Público y Medio Ambiente                                                                            | | Chris Jansen             | 2 de julio de 2024      | 3 de junio de 2025      |         |         | [ 42 ]        |
| Transporte Público y Medio Ambiente                                                                            | | Thierry Aartsen          | 19 de junio de 2025     | En el cargo             |         |         | [ 38 ]        |